# Prionyx thomae
Prionyx thomae är en biart som först beskrevs av Fabricius 1775.  Prionyx thomae ingår i släktet Prionyx och familjen grävsteklar. Inga underarter finns listade i Catalogue of Life.

## Bildgalleri

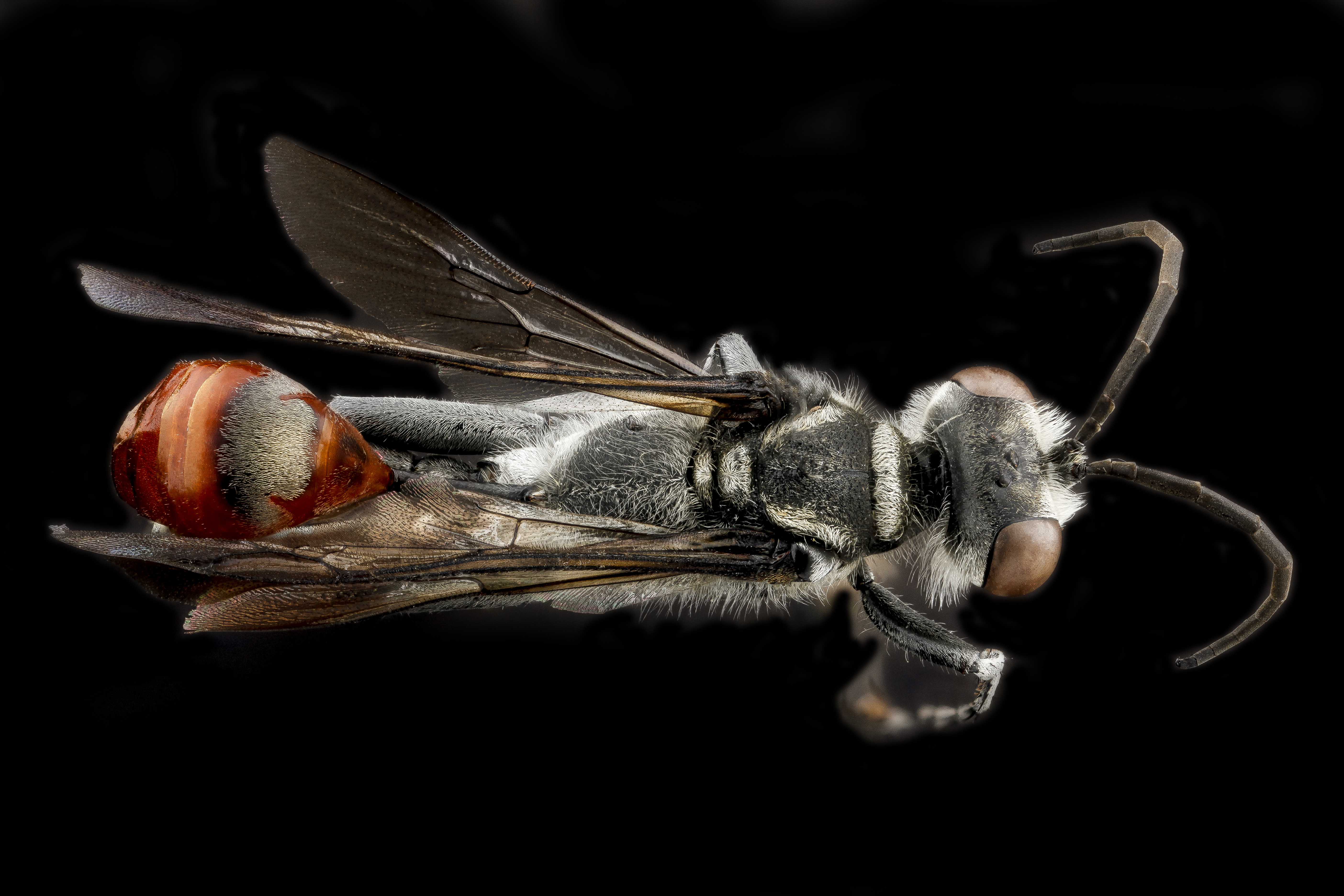
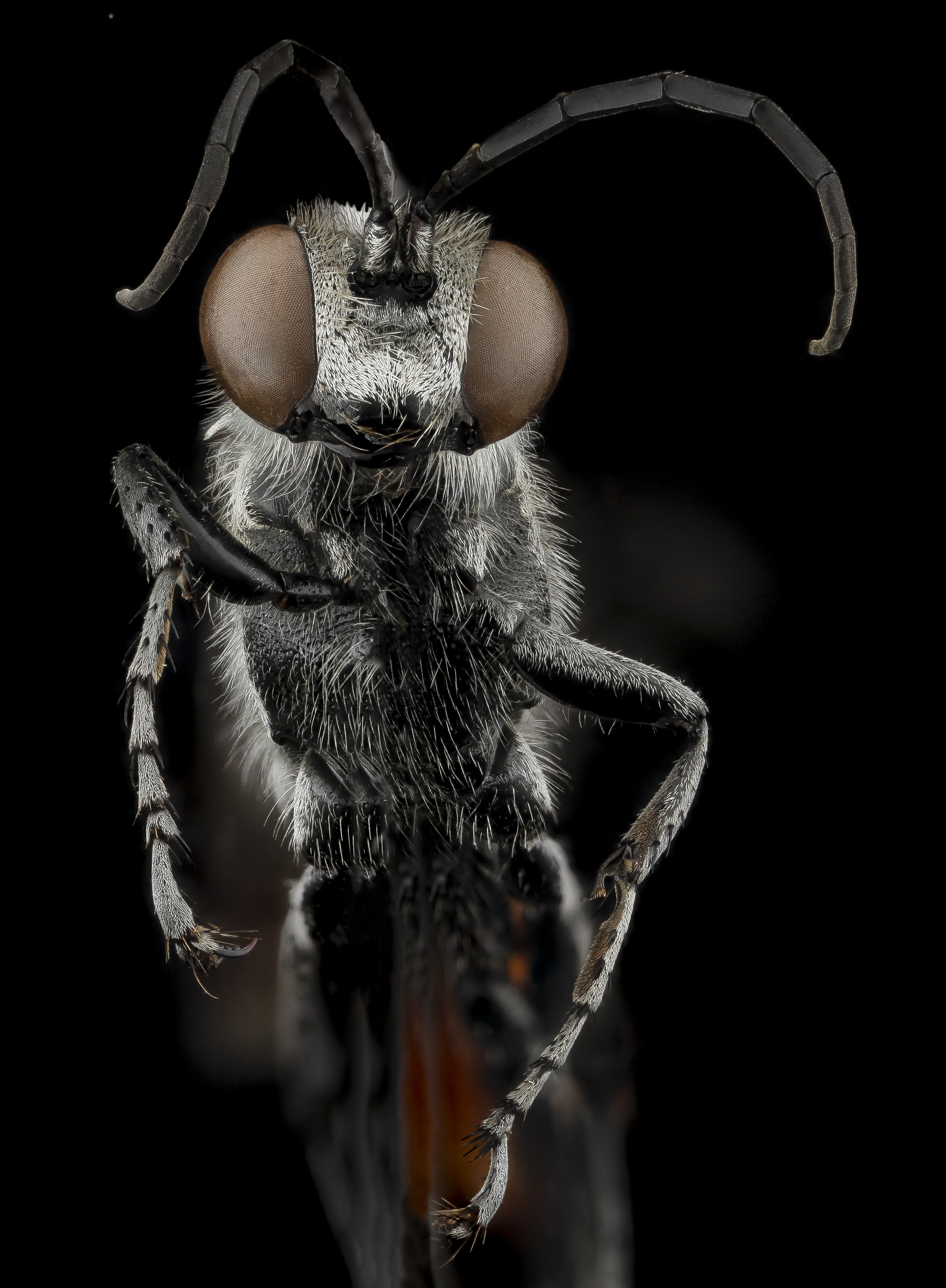
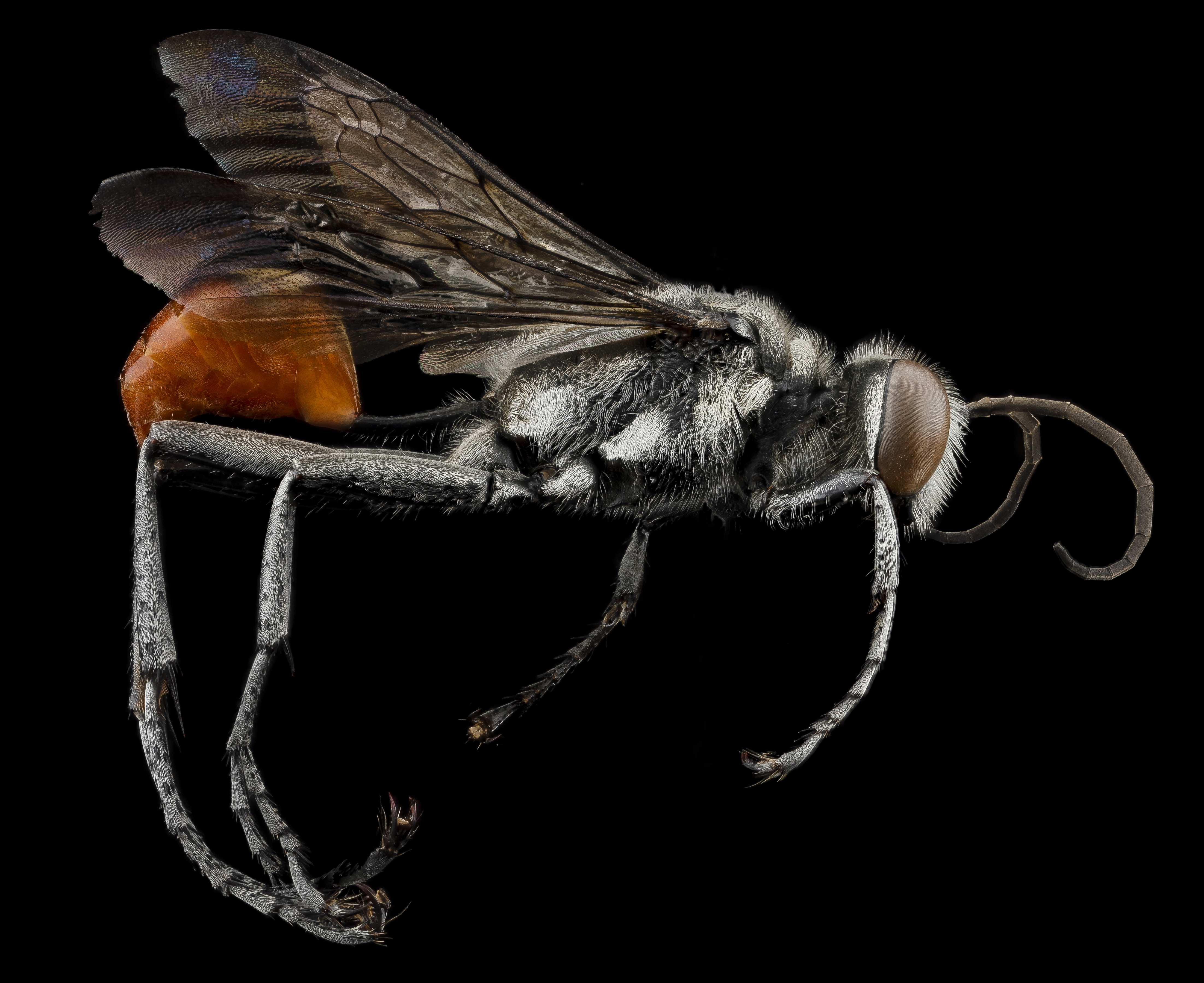